# 明日へのロング・ウェイ
「明日へのロング・ウェイ」（あしたへのロング・ウェイ）は、VisioNの3枚目のシングル（20世紀Jr.からの派生シングルと考えると通算6枚目）。1992年10月21日にメディア・レモラスよりリリース。

## 解説
前作「ラヴ・シーカー CAN'T STOP IT」より約6ヵ月後のリリース。「明日へのロング・ウェイ」はアルバム『VisioN-II』に収録されている。

## 収録曲
1. 明日へのロング・ウェイ
作詞：小室光子／作曲：MIYABI、YUKI、TERU、TAKE
2. 燃ゆる想い